# 斯托納夫卡河
49°51′03″N 18°30′45″E / 49.85083°N 18.51250°E

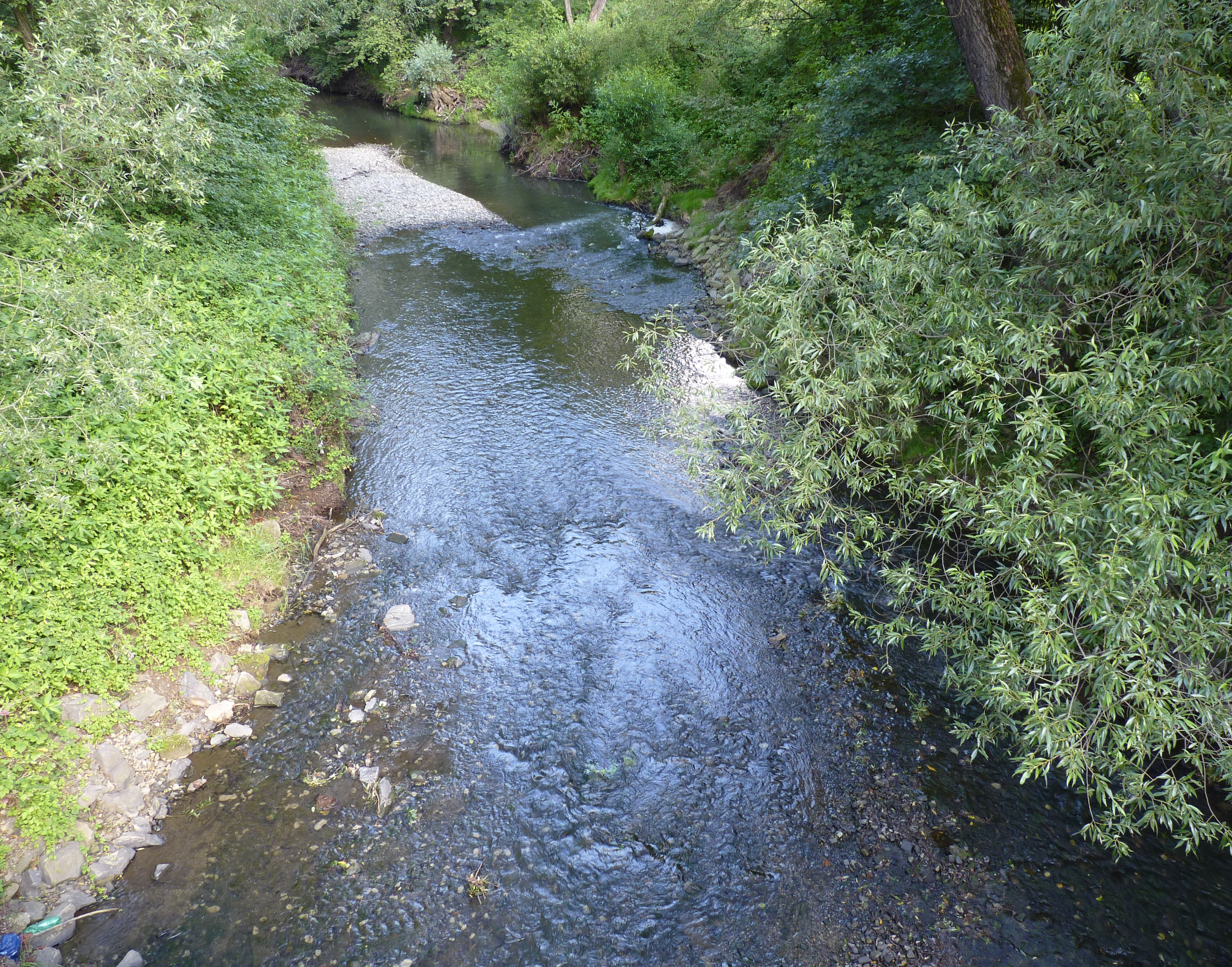

斯托納夫卡河是捷克的河流，位於該國東北部納霍德縣，屬於奧爾扎河的左支流，處於首都布拉格以東290公里，河道全長34公里，流域面積131平方公里。